# Samuel Jackson (artiste peintre)
Samuel Jackson (31 décembre 1794 - 8 décembre 1869) est un aquarelliste et peintre anglais, considéré comme le père de l'« École de Bristol ». Un certain nombre de ses dessins de Bristol, en Angleterre, figurent à la collection topographique de George Weare Braikenridge, l'une des mieux documentées concernant les villes anglaises au début du XIXe siècle.

## Biographie
Jackson est né le 31 décembre 1794 à Bristol. Son père est comptable et plus tard saurisseur. Jackson devient peintre professionnel en 1822, principalement aquarelliste de paysages. En 1823, il est élu membre associé de la Society of Painters in Watercolours.
Braikenridge lui demande de produire au moins de 30 aquarelles, mais rassemble beaucoup plus d'œuvres de Jackson sur Bristol. Ses aquarelles de Bristol du milieu des années 1820 sont parmi ses œuvres les plus appréciées et ont une place centrale dans le travail de l'école de Bristol.
Jackson est ami avec Francis Danby, dont il a peut-être été l'élève et dont l'influence est présente dans ses aquarelles. En 1823, il collabore avec Danby et James Johnson à un projet de lithographie.
En 1824, Jackson est l'un des organisateurs de la première exposition d'artistes locaux à la nouvelle institution de Bristol. Il semble aussi avoir participé en 1832-1833 à la reprise des réunions de l'École de Bristol.
En 1832, il est l'artiste le plus éminent de la première exposition de la Bristol Society of Artists, et plus tard, continue à jouer un rôle important dans la structure qui succède à cette société, la Bristol Academy for the Promotion of Fine Arts.
Jackson a peut-être visité les Antilles en 1827 car il expose des sujets antillais à la Society of Painters in Watercolours en 1828 et 1831. Dans les années 1830, Jackson produit également des scènes du Devon et du Pays de Galles. Il a peut-être aussi visité la Suisse en 1855 et 1858 pour produire des aquarelles de paysages de montagne.
Il meurt le 8 décembre 1869 à Clifton, Bristol.
Son fils est le peintre paysagiste et de marines Samuel Phillips Jackson (1830 – 1894).
La collection Braikenridge se trouve au Bristol City Museum and Art Gallery .